# Intermezzo (Roman)
Intermezzo ist der vierte Roman der irischen Schriftstellerin Sally Rooney. Er erschien am 24. September 2024 im Verlag Faber & Faber.

## Handlung
Der Roman handelt von zwei in Dublin lebenden Brüdern, Ivan und Peter Koubek, und wie die unterschiedlichen Arten, wie sie mit dem Tod ihres Vaters umgehen, zunehmend zu Konflikten zwischen ihnen führt.
Der 22-jährige Ivan, in seiner Jugend ein angesehenes Schachtalent, ringt neben dem Tod seines über lange Zeit schwerkranken Vaters mit der langsamen Stagnation seiner Schachkarriere. Er nimmt zwar regelmäßig noch an kleineren Schach-Tournieren und Veranstaltungen in verschiedenen irischen Kleinstädten teil, doch seine Leistung ist in den letzten Jahren merklich zurückgegangen. Bei einem dieser Veranstaltungen trifft er in einer ländlichen irischen Kleinstadt die 36-jährige Margaret, Leiterin des lokalen Kunstveranstalters. Sie beginnen eine leidenschaftliche Beziehung, die sie beide emotional herausfordert und ihre Vorstellungen von einer konventionalen Beziehung infrage stellt.
Der 32-jährige Peter ist erfolgreicher Menschenrechtsanwalt in Dublin. Er ist in einer komplizierten, beidseitig abhängigen Beziehung mit der 23-jährigen Naomi, eine von ihm finanziell abhängige College-Studentin und Online-Sexarbeiterin. Gleichzeitig hegt er weiterhin eine sehr enge Beziehung und emotionale Bindung zu seiner Ex-Freundin Sylvia, die nach einem schweren Verkehrsunfall unter chronischen Schmerzen leidet – und seither nicht mehr in einer intimen Beziehung mit ihm stehen kann. Peter fühlt sich zwiegespalten zwischen diesen beiden Frauen – hat das Gefühl, sich zwischen ihnen entscheiden zu müssen, fühlt sich jedoch zu beiden auf unterschiedliche Weise herangezogen. Zudem kämpft er mit depressiven, teilweise suizidalen Gedanken und mit schweren Schuldgefühlen gegenüber seinen Mitmenschen.
Das Finale bleibt offen: Beide Brüder bleiben in einem Schwebezustand zwischen emotionaler Nähe und ungelöster Distanz – ein „Intermezzo“ ihres Lebens, in dem noch vieles ungesagt bleibt.

## Themen
Die zentralen Themen des Romans sind die der Trauer, Liebe, Intimität, familiäre Dynamiken, Älterwerden sowie emotionale Abhängigkeiten, Altersunterschiede und Machtverhältnisse in romantischen und sexuellen Beziehungen.
Das wohl prominenteste Thema des Romans ist der Verlust einer nahestehenden Person mit den unterschiedlichen Arten, mit Trauer umzugehen; sowie die Art, wie Trauer Familien auseinandertreiben kann. Die beiden Brüder, Peter und Ivan, reagieren auf unterschiedliche Arten auf den Tod ihres Vaters. Dadurch geraten sie in Konflikte; sowohl in ihrer Beziehung zueinander als auch in ihren jeweiligen romantischen Partnerschaften.
Darüber hinaus greift der Roman für Rooney typische gesellschaftliche Fragen auf, darunter soziale Ungleichheit, kulturelle Erwartungen und Intimität im digitalen Zeitalter.
Wie in ihren anderen Werken, legt Sally Rooney auch in Intermezzo den Fokus auf die Betrachtung ihrer Figuren, deren innere Konflikte und ihre Beziehungen. Dabei gibt Rooney nur einen kurzen Einblick in das Leben der Protagonisten – zu einer finalen Auflösung von Problemen kommt es hierbei nicht. Es kommt zu keinen großen Handlungsschlägen, der Roman dreht sich lediglich um den Alltag der Protagonisten: Sie kreisen in ihrem Kosmos, reden, philosophieren. Rooneys Protagonisten sind belesene, politisch links-orientierte Intellektuelle, die miteinander über Klasse, Politik, Sexualität, soziale Probleme und Philosophie diskutieren und sich dabei vor allem ganz viele Sorgen machen: über die Welt, ihre Beziehungen, ihr Selbst.
Der Titel „Intermezzo“ bezieht sich sowohl auf musikalische Zwischenspiele als auch auf die Schachterminologie.

## Stil
Intermezzo markiert eine klare stilistische Weiterentwicklung im Werk von Sally Rooney. Im Vergleich zu ihren früheren, nüchternen und dialogbasierten Romanen teilt sich Intermezzo in drei verschiedene Teile auf: die distinkt unterschiedlichen Erzählstimmen der drei Protagonisten Ivan, Peter und Margaret. Peters Kapitel haben einen fragmentarischen und rhythmischen Ton, Ivans Passagen zeichnen sich durch ihre kühlere, aber humorvolle Art aus, während Margarets Erzählstimme durch ein langsames, vorsichtiges, reflektierendes Tempo geprägt ist.
Der für Rooney charakteristisch nüchterne, dialogreiche Stil bleibt dabei jedoch bestehen. Sie erzählt in präziser, oft lakonischer Sprache und verzichtet weitgehend auf ausschweifende erklärende Innenperspektiven. Obwohl Rooney weiterhin auf Anführungszeichen verzichtet und moderne Erzähltechniken verwendet, wirkt Intermezzo stilistisch offener und experimenteller als ihre vorherigen Werke.

## Rezeption
Die Augsburger Allgemeine lobt den Roman als gelungene, tiefgründige Studie über Verlust und existentielle Fragen, die sich aus dem Tod des Vaters ergeben und das Leben der Protagonisten nachhaltig prägen.
Der Südwestrundfunk (SWR) betont Rooneys Stärke in der psychologischen Innenschau ihrer Charaktere. Der Roman widme sich dem Thema Trauer mit großer Sensibilität und erzähle vor allem von den komplexen Dynamiken zwischen Brüdern.
Das Glamour-Magazin lobt Rooneys Fähigkeit, den Zeitgeist einer ganzen Generation einzufangen, wie kaum jemand anders. Ihre Protagonisten seien verletzlich, emotional und ängstlich, mit einem klaren Hang zum Zynismus. Die Hauptfiguren sind immer belesen, diskutieren über Klasse, Politik, Sexualität, soziale Probleme und Philosophie – haben Angst und sind besorgt über alles. Sie sind verletzlich und emotional, mit einem Hang zum Zynismus – Eigenschaften, mit denen sich viele junge Leser der Gen-Z und Millennial Generation sehr gut identifizieren können. Der Schreibstil Rooneys wurde von dem Magazin positiv sowohl als auch negativ bewertet:   er wirkte einerseits in seiner ineinander einfließenden und chaotischen Art sehr realitätsnah, andererseits könne man ihn aus den gleichen Gründen als eine anstrengende Leseerfahrung bezeichnen.
Die Zeit lobt die Weiterentwicklung, die Intermezzo in Rooneys Werk darstelle. Sie traue sich hier größere Themen in Angriff zu nehmen: es gehe nicht mehr nur um Sex und Klassenkampf, sondern auch um für Rooney eher neuere, reifere Themen wie Trauer und Alter.
Unter anderem der SWR bemängelt, dass sich der Erzählfluss an manchen Stellen in Langatmigkeit verliere. Zudem erscheine das versöhnliche und vergleichsweise süßliche Ende des Romans als unpassend zum ansonsten nüchternen Ton. Die Welt wirft Rooney zudem vor, dass ihre Figuren in einer abgeschotteten Blase leben würden und dass Intermezzo wesentliche politische und gesellschaftliche Brennpunkte weitgehend ignoriere. Dadurch verliere der Roman an Aktualität und Dringlichkeit.

## Ausgaben
- Intermezzo. Roman. Faber and Faber, London 2024, ISBN 978-0-571-36546-3.
  - Intermezzo. Übersetzung Zoë Beck, Claassen, Berlin 2024, ISBN 978-3-546-10052-6.